# Палавесино, Николас
Херемиас Николас Палавесино (исп. Jeremías Nicolás Palavecino; род. 29 марта 2003, Мбурукуя, Аргентина) — аргентинский футболист, полузащитник клуба «Эстудиантес». Выступает за сборную Аргентины до 20 лет.

## Карьера

### «Эстудиантес»
Играл в молодёжке аргентинского клуба «Эстудиантес». За основную команду дебютировал в чемпионате Аргентины 26 июля 2021 года в матче с «Индепендьенте». Весной 2022 года дебютировал в групповом этапе Кубка Либертадорес в матче с «Велес Сарсфилд». 

### «Монтевидео Сити»
В июле 2022 года отправился в аренду в уругвайский «Монтевидео Сити». 